# Marki (Muchy)
Marki – część wsi Muchy w Polsce położona w województwie wielkopolskim, w powiecie ostrzeszowskim, w gminie Czajków.
W latach 1975–1998 Marki administracyjnie należały do województwa kaliskiego.